# 証言
証言（しょうげん）とは、何らかの事柄が事実である（または事実ではない）ということを自己が証明するため、又は第三者の証明に資するために、自己が経験したこと等を述べることである。
証言を行う人物のことを証人と呼ぶ。
証人尋問の際には、証言の信頼性を確保するため、証人には原則として宣誓義務が課せられる。また、裁判官等、証言の真否を吟味する者が別に存在する場合、証人には自己が経験した事実以外の判断や推測を述べることはしばしば歓迎されないことになる。また、証人の挙動や表情を直接観測・吟味できる状況であることがのぞましいとされ、裁判においては公開主義・直接主義が要求される。